# Kōjōbō Ryōnin
Kōjōbō Ryōnin (jap.  良忍; ur. 2 października 1072, zm. 19 lutego 1132) – mnich buddyjski związany ze szkołą tendai. Założyciel szkoły yūzū nembutsu.

## Życiorys
Pochodził z prowincji Owari. Studiował doktrynę szkoły tendai na górze Hiei, łącznie z doktrynami ezoterycznymi i tradycją tendai śpiewania sutr.
W 1109 r. odnowił świątynię Raigo-in w rejonie Ōhara (północna dzielnica Kioto), wybudowaną przez Ennina (794-864) jako budynek shōmyō, czyli budynek buddyjskich śpiewów. Później został nazwany odnowicielem buddyjskiego śpiewu połączonego z muzyką.
Dzielnica Ōhara od dawna była znana jako miejsce, w którym gromadzili się wędrowni asceci recytatorzy nembutsu. Ryōnin również osobiście praktykował bezustanne śpiewanie nembutsu w szczególnych dniach.
Ryōnin był bardzo mocno związany z Sutrą Awatamsaki i doktryną szkoły kegon (chiń. huayan). W 1117 r. miał wizję buddy Amidy, którą podsumował słynnym wyrażeniem: "Jedna osoba jest wszystkimi ludźmi, wszyscy ludzie są jedną osobą; jedna praktyka jest wszystkimi praktykami, wszystkie praktyki są jedną praktyką. To jest tym, co wyjaśnia doświadczenie Urodzin w Czystej Krainie dzięki zaufaniu w moc buddy Amidy. Wszystkie żyjące istoty są zawarte w jednej myśli. To z powodu tego wzajemnego związku pomiędzy wszystkimi rzeczami, łącznie z samymi buddami, że jeśli tylko ktoś zawoła święte imię Amidy raz, to ma to taką samą wartość, jakby zrobił to milion razy". Dalej to skomentował: "Wszystkie rzeczy są naprawdę takimi, jak się pojawiają. Nie ma tam ani podmiotu, ani przedmiotu. To właśnie tu wszystkie cnoty i wszystkie zasługi mogą być znalezione". Ten pogląd o rzeczywistości powstał na podstawie koncepcji szkoły tendai i kegon, że wszystkie rzeczy we wszechświecie są tak nierozdzielnie wzajemnie połączone i przenikające się, iż w ostatecznej ich analizie okazują się być identyczne. Zatem wszystkie rozróżnienia czynione pomiędzy przedmiotami, są całkowicie powierzchowne z powodu umysłowych złudzeń.
W 1124 r. Ryōgen powrócił do Kioto i na dworze cesarskim wyjaśniał swoje nauki przed emerytowanym cesarzem Tobą i dworem
. Przyjmuje się w tym roku założył swoją szkołę yūzū nembutsu - podróżował po kraju, wyszukiwał nawróconych i zbierał podpisy tych, którzy praktykowali nembutsu. Uzbierał ich prawie 3800 i to właśnie oni stali się członkami jego szkoły. Założył klasztor Shūraku w prowincji Settsu, który stał się główną świątynią jego szkoły. Obecnie jest to Dainembutsu-ji.
Yūzū nembutsu (融通念仏) oznacza "okrągłe nembutsu". Odnosiło się to do jego objawienia - jedno nembutsu wypowiadane przez jednego człowieka ma wpływ na wszystkich ludzi, a nembutsu wypowiadane przez wszystkich ma wpływ na jednego człowieka.
Słynął z wielkiej ilości kobiet, które były zwolenniczkami jego typu praktyki buddyjskiej. Abu sformalizować i uregulować kontakty z nimi stworzył tekst reguł Shukke sahō.

## Szkoła Jōdo
- Kōjōbō Ryōnin (1072-1132) szkoła yūzū nembutsu
  - Eikū (zm. 1179)
    - Hōnen (1133-1212) szkoła Jōdo-shū
      - Seikambō Genchi (1183-1238)
      - Gyōkū (bd)
      - Junsai (zm. 1207)
      - Jūren (zm. 1207)
      - Shoshinbō Tankū (1176–1253)
      - Zennebō Shōkū (1177-1247) podszkoła seizan
        - Jitsudo (bd)
        - Shoe (bd)
        - Yūkan (bd)
        - Shōju (bd)
        - Ryūshin (bd)
          - Kenni (1238-1304)

        - Jōon (1201-1271)
        - Shōtatsu (1177-1247)
          - Ippen (1239-1289) założyciel szkoły ji
            - Sōshun (bd)
            - Shōkai (bd)
              - Taa (1237-1319)

      - Kakumyōbō Chōsai (1184–1266) podszkoła Kuhon-ji
        - Kakushin (bd)
        - Rien (bd)

      - Shōkōbō Benchō (1162–1238) podszkoła chinzei
        - Nen’a Ryōchū (1199)-1287)
          - Jishin (bd)
          - Dōkō (bd)
          - Ryōkyō (1251-1328)
          - Gyōbin

      - Jōkakubō Kōsai (1163–1247) podszkoła ichinengi
      - Ryūkan (1148–1227) podszkoła Chōraku-ji
      - Seikambō Genchi (1183-1239)
        - Renjakubō (bd)

      - Hōrembō Shinkū (1145-1228)
      - Shinran (1173-1263) założyciel szkoły Jōdo-shinshū